# Mascarada Makishi
Na Zâmbia, o povo Luvale celebra o festival Makishi ou mascarada Makishi como marco do fim do kumukanda ou mukanda (iniciação). A cada cinco anos aproximadamente, garotos de faixa etária semelhantes (em geral, pré-adolescentes) são levados para longe de suas aldeias por um período que varia de um a dois meses, onde eles participarão de diversos ritos de passagem, ao fim dos quais serão considerados homens feitos. Tais rituais envolvem a aprendizagem de certos assuntos concernentes ao mundo masculino, e versam sobre técnicas de sobrevivência, sobre o modo como as mulheres devem ser tratadas, sobre a paternidade, entre outros temas. Nesta mesma ocasião, os garotos são circuncidados. Findo o ciclo de rituais, os adolescentes são recebidos na aldeia como homens, processando-se, então, a mascarada Makishi. Na noite anterior ao ritual, os homens da aldeia carregam suas máscaras consigo ao cemitério, e, no intuito de serem possuídos por seus antepassados, lá pernoitam. Na tarde seguinte eles aparecem na vila vestidos com suas máscaras. As máscaras representam simultaneamente antepassados e arquétipos menos específicos, como a anciã feiticeira, o homem rico, entre outros.

## Importância cultural
Este ritual é celebrado pelas comunidades Vaka Chiyama Cha Mukwamayi, às quais pertencem os povos Luvale, Chokwe, Luchazi e Mbunda, que vivem nas províncias do noroeste e oeste da Zâmbia.
Geralmente, no início da estação seca, as crianças deixam as suas casas para passar um período de um a três meses num acampamento isolado na selva. Essa separação do mundo exterior marca a sua morte simbólica como filhos. A mukanda inclui a circuncisão dos iniciados, dando provas de valor e lições sobre o seu futuro papel como homens e maridos. Cada iniciado é associado a um personagem mascarado particular, que o acompanha durante todo o processo de iniciação. O Chisaluke representa um homem rico de grande poder, com influência espiritual; o Mupala é o "senhor" da mukanda e o espírito protetor, com habilidades sobrenaturais; Pwevo é uma personagem feminina que representa a mulher ideal e é responsável pelo acompanhamento musical de ritos e danças. O Makishi é outro personagem mascarado, representando o espírito de um ancestral falecido que retorna ao mundo dos vivos para ajudar as crianças. O fim da mukanda é celebrado com uma cerimónia de reconhecimento. A cidade inteira assiste a dança e a representação da pantomima de Makishi até que os iniciados regressem do acampamento para se juntarem às suas comunidades como adultos.
A mukanda tem uma função educativa, que consiste em transmitir técnicas de sobrevivência e conhecimento sobre a natureza, sexualidade, crenças religiosas e valores sociais da comunidade. Em tempos anteriores, durava vários meses e representava o motivo da mascarada Makishi. Hoje, geralmente é reduzida para um mês para se adaptar ao calendário escolar. Essa mudança, juntamente com a crescente procura por dançarinos Makishi para encontros sociais e políticos, poderá afetar o caráter original desse ritual.
Em 2008 a UNESCO inscreveu a mascarada Makishi na lista representativa do Património Cultural Imaterial da Humanidade.